# Suzanne Briet
Pour les personnes ayant le même patronyme, voir Briet.
Suzanne (Renée Marie Mélanie Suzanne) Briet est une bibliothécaire française, née à Paris 4e le 1er février 1894 et morte à Paris 16e le 13 février 1989.
C'est une des pionnières en France des Sciences de l’information et de la communication. À l'issue de son parcours professionnel, notamment au sein de la Bibliothèque Nationale et de l’Institut national des techniques de la documentation, elle s'est consacrée à de nombreuses études sur la région d'origine de sa famille, les Ardennes. Elle a fait partie de l'association des Amis d'Arthur Rimbaud et du Centre d'études argonnaises, et elle est un temps présidente de l'Union des femmes européennes[réf. nécessaire].
Elle a légué sa bibliothèque, de nombreux dossiers documentaires et archives à la Médiathèque Voyelles de Charleville-Mézières.

## Biographie

### Jeunesse et débuts
Suzanne Briet est née à Paris,, et y a grandi dans une famille catholique originaire des Ardennes. Elle est la cousine de l'écrivain André Dhôtel. Elle obtient une licence d’histoire et d’anglais ainsi qu’un Certificat d’Aptitudes aux Fonctions de Professeur de Lettres et part enseigner en Algérie pendant 3 ans (1917-1920). Après l’enseignement, elle oriente sa carrière vers le monde des bibliothèques et obtient son Certificat d’Aptitudes aux Fonctions de Bibliothécaire et entre à la Bibliothèque Nationale: elle fait d’ailleurs partie des premières femmes bibliothécaires dans cette structure. Elle se marie en 1925 avec Ferdinand Dupuy, un agrégé de Lettres. Le divorce est prononcé huit ans plus tard,.

### Travaux en documentation
En 1931, elle participe activement à la création de l’Union Française des Organismes de Documentation. Elle devient également vice-présidente de la Fédération Internationale de Documentation. Durant les années qui suivent, elle participe à de nombreuses conférences et sa vision moderne, pour l’époque, se centre sur l’utilisateur et la notion de service qui lui est propre.
Au début des années 1940, elle s'implique aux côtés d'Aline Payen-Puget à la standardisation des règles de catalogage et met notamment en place la norme « collectivités-auteurs ». Par la suite, elle conçoit et dirige, de 1934 à 1954, la salle des catalogues et des bibliographies de la Bibliothèque Nationale. Elle y établit notamment un fichier de normes de catalogage qui sera réutilisé ultérieurement par l’AFNOR. Par cette action, elle promeut la facilité de consultation des outils d’accès à l’information.
Suzanne Briet est engagée sur plusieurs plans. Elle est la première directrice de l’Institut national des techniques de la documentation et est sensible à la formation des professionnels de la documentation. À l'échelle internationale, elle est une pionnière dans la documentation et se préoccupe de la conservation du patrimoine mondial à travers les bibliothèques. Ses œuvres sont notamment publiées sous la responsabilité de l’UNESCO. Elle est décorée de la Légion d'honneur en 1950 dans la Salle des catalogues et des bibliographies,,.
En 1951, elle publie un manifeste sur la documentation intitulé Qu’est-ce que la documentation ?. Toutefois, ses idées novatrices dans le domaine de la documentation et de la bibliothéconomie trouvent de nombreux opposants en France.

### Une reconnaissance auxÉtats-Unis
Durant son voyage aux États-Unis en 1951, elle rencontre de nombreux professionnels de la bibliothéconomie ainsi que des membres d’organisations internationales, mais ses idées sont encore mal comprises. Michael Buckland s'étonnera ultérieurement du peu de reconnaissance en France de ses apports.
Suzanne Briet considère également que le document est un « objet qui informe quelle que soit sa forme matérielle ». Ses idées et ses publications sont ainsi lues dans les années 1990 par de nombreux étudiants dans les écoles de bibliothécaires américaines. Elle étend ainsi la notion de documents aux objets naturels, et prend l’exemple d’une antilope qui, placée dans un zoo, peut ainsi devenir un document.

### Importance de ses travaux dans les sciences de l’information et de la communication
Suzanne Briet œuvre tout au long de sa carrière pour une normalisation internationale afin de faciliter les coopérations. Elle souligne également la nécessité de simplifier la recherche liée aux besoins des usagers des bibliothèques. De par son engagement à l’échelle internationale, elle défend activement la politique de l’information en tant que chose publique. Elle œuvre d’ailleurs pour une formation des professionnels de la documentation et pour une redéfinition du rôle des documentalistes. Pour toutes ces idées, elle est souvent surnommée « Madame Documentation ».

## Théorie de la documentation
C’est une idée contemporaine de la documentation, comme objet culturel, que met de l’avant Suzanne Briet en 1951 dans son ouvrage « Qu’est-ce que la documentation ».  Alors que Paul Otlet proposait en 1895 une vision centralisatrice et englobante de tous les savoirs, « répertoire bibliographique universel » (RBU), Briet propose plutôt une nouvelle vision en réseau de connaissances élargies, mais aussi spécialisées.  Comme le définit Briet, ce réseautage nécessitera des techniques (et technologies), mais aussi une culture de la documentation.  Cette dimension culturelle de la documentation, mise de l’avant par Briet, ancrera cette nouvelle science émergente dans les dimensions historique et sociale du modernisme. 
Cette nouvelle théorie de la documentation, proposée par Briet, redéfinira le rôle du documentaliste qui ne pourra plus se contenter d’être un fournisseur de savoir.  Il ne pourra plus n’offrir qu’un service, mais devra plutôt être un professionnel de la recherche, allant au-devant de la connaissance.  Le documentaliste deviendra un créateur de savoir, comme c’est le cas aujourd’hui pour les spécialistes de la veille informationnelle.  Ce professionnel de l’information ne sera plus que documentaliste, mais, comme le définit Briet, réunira archivistes, bibliothécaires, conservateurs de musée et documentalistes vers un but commun : faire connaître.  Un avant-goût de ce que nous nommons aujourd’hui GLAM (Galleries, Libraries, Archives and Museums), un regroupement qui veut valoriser et diffuser universellement (Données ouvertes) le patrimoine culturel, et ce, en mode collaboratif.  Des idées actuelles donc, qui rejoignent les idées avant-gardistes de Suzanne Briet : un accès à tous, un travail collaboratif entre professionnels, mais aussi et surtout avec les usagers.  Pour Briet, les besoins des usagers doivent être au cœur de la profession, et ce dans toutes ses tâches qui sont : la collectivisation, la classification, la description, l’analyse et la synthèse; mais aussi la coordination, la distribution et la diffusion.
Finalement, Briet a aussi été visionnaire lorsqu’elle a évoqué, 25 ans avant que cela ne devienne effectif, la nécessité d’enseigner à tous, ce que nous appelons aujourd’hui, la littératie informationnelle (voir compétences informationnelles).  Ces savoirs informationnels étant, selon Briet, indispensables pour former tous les individus à trouver et à utiliser l’information, ce qui nous ramène à cette idée contemporaine de démocratisation de l’accès au savoir (voir accès à l'information).  Globalement, Suzanne Briet a été une des premières à définir les fondements, les objectifs et aussi les façons de faire de cette science émergente appelée alors documentation et que nous nommons aujourd’hui science de l’information. Bien que le nom ait changé, les grands principes présentés par Briet demeurent toujours actuels.

## Publications
- Qu'est-ce que la documentation ?, Paris, Éditions documentaires, industrielles et techniques, coll. « Collection de documentologie », 1951, 48 p. (lire en ligne)
- Bibliothécaires et documentalistes. Revue de la documentation, 1954, no XXI, p. 43.
- Arthur Rimbaud : exposition organisée pour le centième anniversaire de sa naissance, Paris, Bibliothèque nationale, [23 novembre 1954-31 janvier 1955] (préf. Julien Cain), Paris, Bibliothèque nationale, 1954, 137 p.
- Rimbaud, notre prochain : généalogie, carte, documents hors-texte, Paris, Nouvelles éditions latines, 1956, 214 p.
- Jean de Schulemberg, Mézières, Éditions de la Société d'Études Ardennaises, 1960.
- Châteaux des Ardennes, Mézières, Éditions de la Société des écrivains ardennais, coll. « Cahiers ardennais » (no 17), 1963, 68 p. (lire en ligne)
- Entre Aisne et Meuse… et au-delà. Charleville-Mézières, société des Écrivains Ardennais, Les cahiers ardennais, 1976, numéro 22.

## Distinctions
- Chevalier de la Légion d'honneur
- Commandeur de l'ordre des Palmes académiques